# 沸石

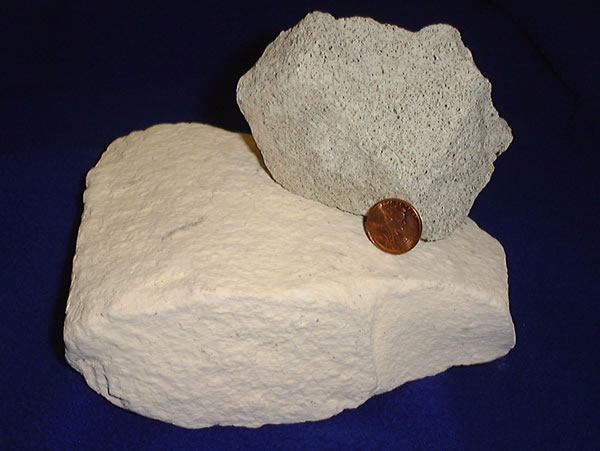
兩種不同的天然沸石

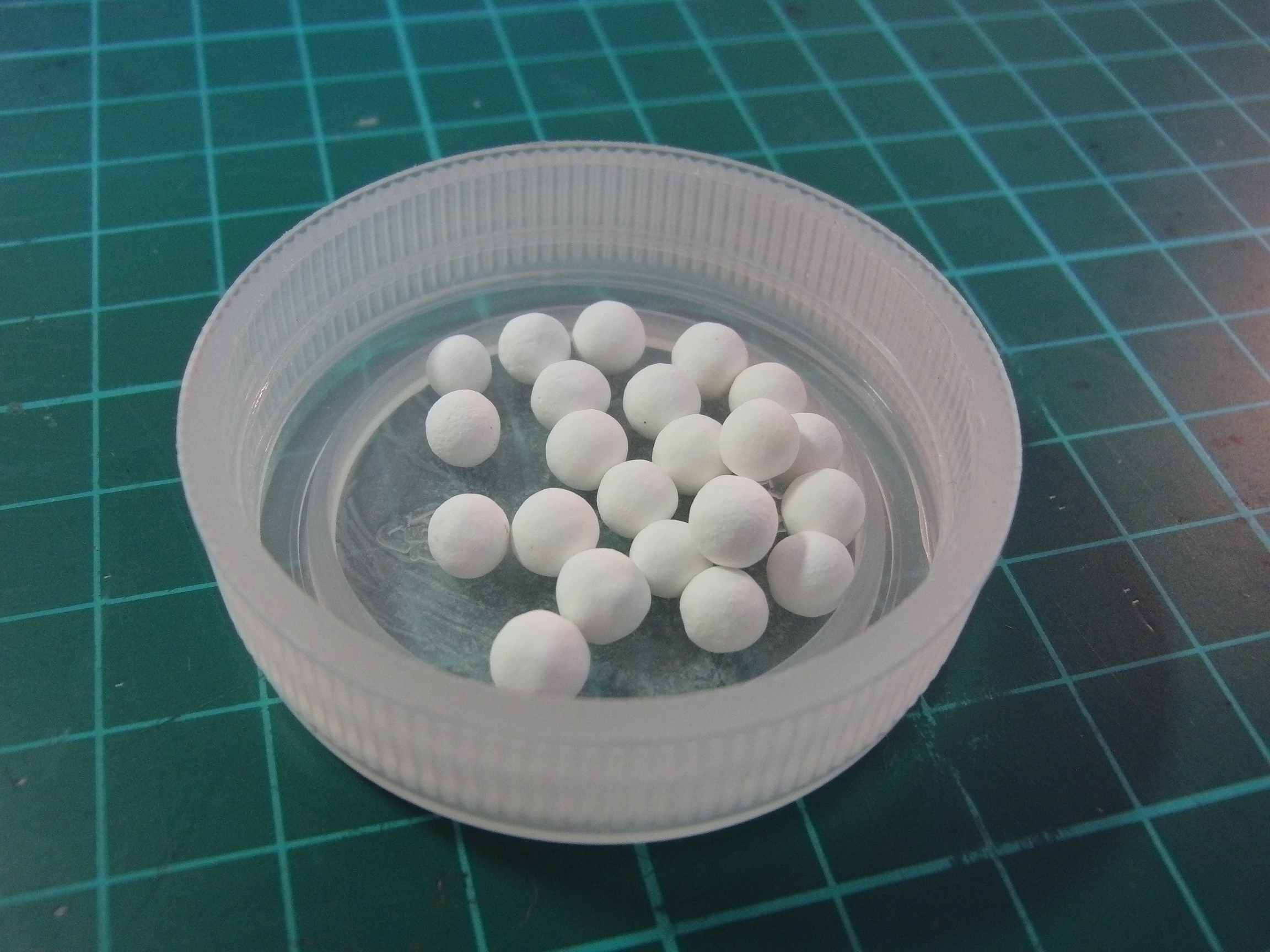
活性氧化鋁有時也被用作沸石使用

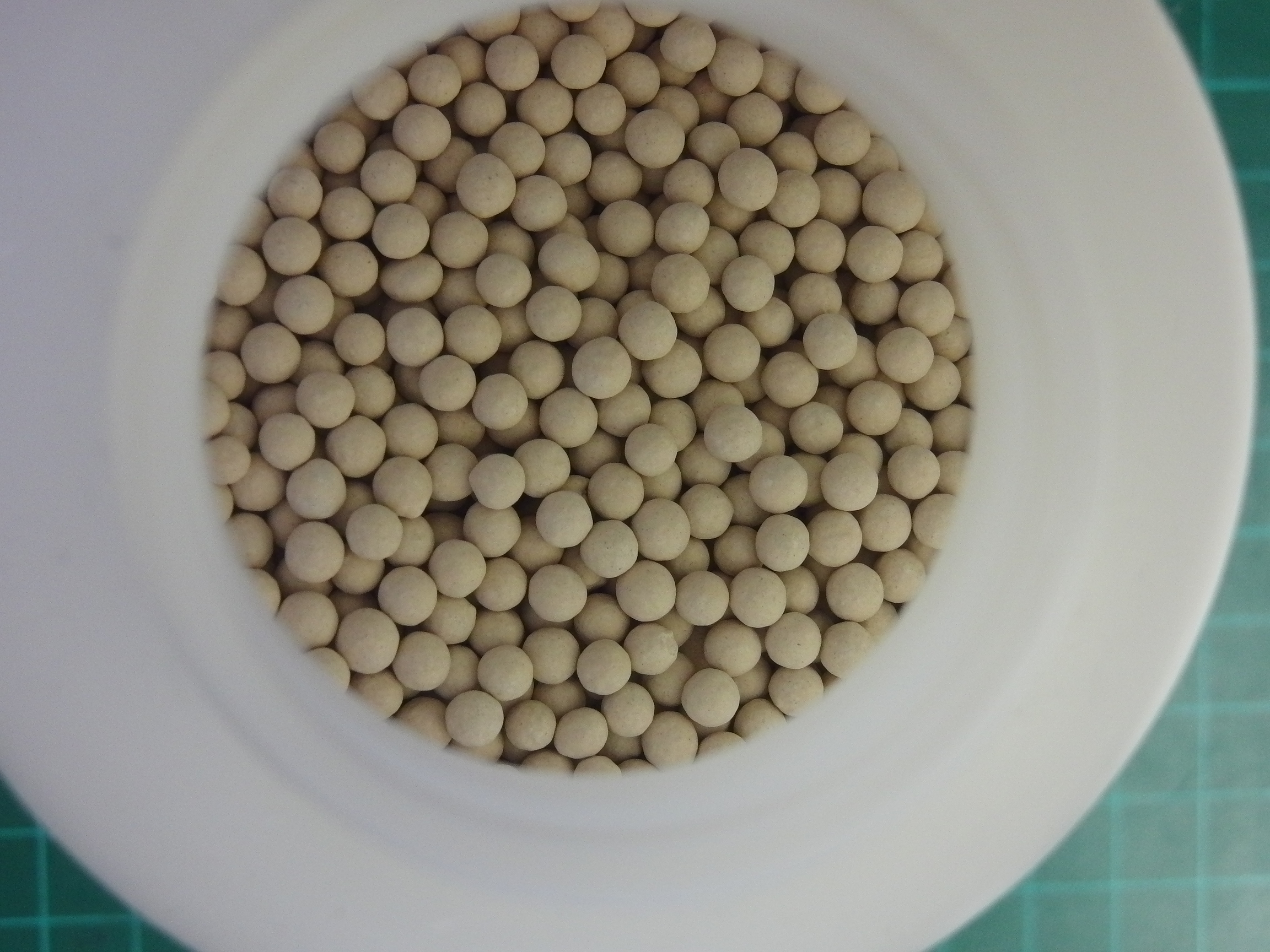
4А 分子篩(人造分子篩)

沸石是一种含有水架状结构的铝硅酸盐矿物群，最早发现于1756年。瑞典矿物学家克朗斯提（Cronstedt）发现有一类天然铝硅酸盐矿石在灼烧时会产生沸腾现象，因此命名为沸石（瑞典文：zeolit），其名稱來自希腊文（意思為沸騰的）和（意思為石頭）。此后人们对沸石的研究不断深入。
沸石族礦物主要由矽、鋁、氧組成，其化學通式為Mn+
1/n(AlO
2)−
(SiO
2)
x･yH
2O，這裡的Mn+
1/n 為金屬離子或氫離子，這些陽離子可以跟電解質溶液中的其他陽離子交換。
晶体结构中有许多空腔（笼）和连接空腔的通道，水分子位于其中，可由通道运输。晶体和集合体形态及解理随着晶体结构的不同而异，一般呈浅色，玻璃光泽，硬度3－3.5，比重2.0－2.4。
沸石族矿物由低温热液作用形成，见于喷出岩，特别是玄武岩的孔隙中，也见于沉积岩、变质岩及热液矿床和某些近代温泉沉积中。
1932年，McBain提出了“分子筛”（Molecular sieve）的概念。表示可以在分子水平上筛分物质的多孔材料。沸石用作分子筛，可以吸取或过滤其他物质的分子。虽然沸石只是分子筛的一种，但是沸石在其中最具代表性，因此“沸石”和“分子筛”这两个词经常被混用。
除了天然产品外，也可由人工合成，人造沸石是：磺酸化聚苯乙烯，天然沸石：铝硅酸钠。

## 用途
- 吸附剂和干燥剂
- 催化剂或助催化剂
- 洗涤剂
- 建筑材料
- 其他用途（污水处理、土壤改良剂、肥料添加剂、药物载体、饲料添加剂、防止蒸餾過程中出現暴沸等）

## A型沸石
A型沸石，代号LTA，是应用最广的人造硅酸盐沸石。典型品种组成为|Na12(H2O)27/8|[Al12Si12O48]，|Na64(H2O)326.71|[Si96Al96O384]或|Na91.7|[Si96Al96O384]。孔穴十分巨大。该型始于立方晶系，具立方面心晶胞，晶胞参数{\displaystyle a} = 24.6Å左右。A型沸石具有吸附水分子的良好性能，干燥性能很高，易再生，可反复使用。5A型可以高效分立正丁烷和异丁烷，3A型可干燥乙烯、丙烯等气体。

## 磷酸铝沸石
磷酸铝沸石，代号AFI，又称介孔磷酸铝(meso-porous aluminum phosphates)。典型组成是AlPO4。属于六方晶系，{\displaystyle a} = 13.827Å，{\displaystyle c} = 8.580Å。磷酸铝沸石具有优良的反应活性，可以制备单层碳纳米管；亦可用作催化剂，将乙烷氧化为乙二酸。

## 安全
毛沸石為1級致癌物，並曾被发现于十分常用的商品沸石中， 因此日常生活或工业生产中使用沸石时也可能接触到毛沸石。在亚利桑那州的一个沸石矿中，毛沸石的总接触量可达0.01~13.7 mg/m3；可吸入的毛沸石尘则为0.01~1.4 mg/m3。

## 参見
- 矿物列表